# Powerless (serie televisiva)
Powerless è una serie televisiva statunitense ideata da Ben Queen per la NBC. La serie è la prima sitcom ambientata nell'Universo DC e ha debuttato il 2 febbraio 2017. Il 25 aprile 2017 la serie è stata rimossa dal palinsesto della rete lasciando in sospeso la trasmissione degli ultimi tre episodi della prima stagione, e l'11 maggio 2017 ha cancellato ufficialmente la serie, ma dal 12 al 26 maggio 2017 i restanti episodi sono stati trasmessi in prima visione sul servizio on demand della televisione pubblica neozelandese TVNZ. Dopo la morte di Adam West, interprete di Batman nella serie televisiva degli anni '60, la DC Comics ha pubblicato sul proprio canale YouTube per un periodo limitato l'episodio inedito in cui compariva l'attore.

## Trama
La serie è incentrata su Emily Locke, neo-assunta come direttore del Dipartimento Ricerca e Sviluppo della Wayne Security, una sussidiaria della Wayne Enterprises specializzata in prodotti per la sicurezza dei civili che si ritrovano coinvolti nelle battaglie tra supereroi e supercattivi.

## Personaggi e interpreti
- Emily Locke, interpretata da Vanessa Hudgens: direttrice del Dipartimento Ricerca e Sviluppo presso la Wayne Security.
- Teddy, interpretato da Danny Pudi: un collega e amico di Emily alla Wayne Security.
- Jackie, interpretata da Christina Kirk: assistente personale di Van Wayne, è una grande fan dei supereroi.
- Ron, interpretato da Ron Funches: un ingenuo tecnico informatico della Wayne Security.
- Vanderveer "Van" Wayne, interpretato da Alan Tudyk: cugino di Bruce Wayne e capo della Wayne Security.

## Episodi
| Stagione       | Episodi | Prima TV USA | Prima TV Italia |
| -------------- | ------- | ------------ | --------------- |
| Prima stagione | 12      | 2017         | 2017            |

## Produzione
Nell'agosto 2015 la NBC diede il via libera allo sviluppo della serie, una commedia ambientata nell'universo DC sviluppata da Ben Queen e prodotta dalla Warner Bros. Television. Nel maggio 2016 la NBC ordinò l'episodio pilota. Nel febbraio 2016 venne annunciato il cast principale della serie, composto da Vanessa Hudgens, Danny Pudi, Alan Tudyk, Christina Kirk. e Ron Funches. Nel maggio 2016 la NBC ordinò ufficialmente la serie. Nell'agosto 2016 Queen lasciò il ruolo di showrunner per divergenze creative e le riprese della serie vennero rinviate. Inizialmente la serie sarebbe dovuta essere ambientata nella "peggiore compagnia assicurativa d'America", ma dopo l'abbandono di Queen l'episodio pilota venne rigirato e l'ambientazione venne spostata alla Wayne Security.

## Trasmissione
L'episodio pilota originale della serie venne presentato nel luglio 2016 al San Diego Comic-Con International. La serie ha debuttato il 2 febbraio 2017 sulla NBC. Il 25 aprile 2017 la NBC ha rimosso la serie dal palinsesto, ma dal 12 maggio 2017 venne trasmessa in prima visione sul servizio on demand della televisione pubblica neozelandese TVNZ.
In Italia la serie è stata trasmessa sul canale Joi della piattaforma pay-per-view Mediaset Premium a partire dal 2 ottobre 2017.